# 田中莉香子
田中 莉香子（たなか りかこ、1994年3月12日 - ）は、日本の女性タレント。
神奈川県出身。オスカープロモーションに所属していた。
第11回全日本国民的美少女コンテストで、審査員特別賞を受賞。

## 人物
- 幼稚園の頃からクラシックバレエを習っていた[1]。他に水泳も得意。
- 趣味はお菓子作り、読書、ゲーム。

## 出演

### ドラマ
- Pocky 4 Sisters! 出せない手紙編「君への返事」（2008年12月 - 配信、魔法のiらんど / 2008年12月27日、BS-i） - 浅田祥子 役
- 示談交渉人 ゴタ消し 第12話（2011年3月24日、読売テレビ） - 相模絵里香 役

### ミュージック・ビデオ
- RSP「旅立つキミへ」（2010年3月）

### DVD
- 第11回全日本国民的美少女コンテスト 国民的美少女2006(イーネット･フロンティア 2006年11月15日発売)